# Sigulda Slot
Sigulda Slot, også kendt som Siguldas nye Slot (lettisk: Siguldas Jaunā pils) for at skelne den fra nærliggende Sigulda Borg, blev opført i slutningen af det 19. århundrede og ligger i Sigulda i Letland tæt ved floden Gauja. Stenbygningen var bopæl for godsejerfamilien Kropotkin i 1878–81. Efter 1. verdenskrig blev slottet drevet af Letlands Trykkeriforening og slottet fungerede som rekreationshjem for forfattere og journalister. Bygningen rekonstrueredes fra 1935 til 1937, og de lettiske kunstnere Vilis Vasariņš, Niklāvs Strunke, Pēteris Ozolinš og Kārlis Sūniņš arbejdede på interiøret. Efter 2. verdenskrig benyttedes slottet som sanatorium. Siden 1993 benyttes slottet som rådhus.